# Filips van Zwaben
Filips van Zwaben (?, augustus 1177 – Bamberg, 21 juni 1208) was koning van Duitsland van 1198-1208. Hij was verder markgraaf van Toscane (1195-1197) en hertog van Zwaben (1196-1208).

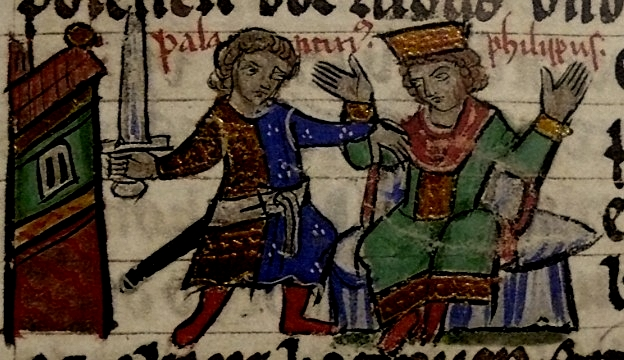
De moord op Filips van Zwaben
(13e eeuw), Saksische Wereldkroniek

Hij was een zoon van keizer Frederik I Barbarossa en van Beatrix I van Bourgondië. In 1208 werd hij te Bamberg vermoord door Otto van Wittelsbach, paltsgraaf in Beieren, nadat Filips hem de hand van zijn dochter had geweigerd.
In 1198 waren er twee koningen verkozen tot Rooms keizer: Filips en Otto de Welf. Deze laatste kreeg de steun van de paus, maar zou toch pas tot keizer gekroond worden na de moord op Filips in 1208. Filips was evenmin tot keizer gekroond. Toch noemde hij zichzelf Filips II van Zwaben, met verwijzing naar de Romeinse keizer Filips uit de 3e eeuw.

## Huwelijk en kinderen
Filips huwde op 25 april 1197 met Irena Angela, dochter van Isaäk II van Byzantium, (1172-27 augustus 1208), de weduwe van Rogier III van Sicilië. Zij kregen de volgende kinderen:
- Beatrix van Zwaben (1198-1212), in 1212 gehuwd met keizer Otto IV
- Cunegonde (1200-1248), in 1224 gehuwd met Wenceslaus I van Bohemen (1205-1253)
- Maria van Zwaben (1202-1235), gehuwd met hertog Hendrik II van Brabant (1207-1248)
- Elisabeth van Zwaben (1201-1235), in 1219 gehuwd met Ferdinand III van Castilië (1200-1252).

## Voorouders
| Voorouders van Filips van Zwaben | Voorouders van Filips van Zwaben                                                    | Voorouders van Filips van Zwaben                                                    | Voorouders van Filips van Zwaben                                                    | Voorouders van Filips van Zwaben                                                    | Voorouders van Filips van Zwaben                                                    | Voorouders van Filips van Zwaben                                                    | Voorouders van Filips van Zwaben                                                    | Voorouders van Filips van Zwaben                                                    |
| -------------------------------- | ----------------------------------------------------------------------------------- | ----------------------------------------------------------------------------------- | ----------------------------------------------------------------------------------- | ----------------------------------------------------------------------------------- | ----------------------------------------------------------------------------------- | ----------------------------------------------------------------------------------- | ----------------------------------------------------------------------------------- | ----------------------------------------------------------------------------------- |
| Overgrootouders                  | Frederik I van Zwaben (1050-1105) ∞1090 Agnes van Waiblingen (1072-1143)            | Frederik I van Zwaben (1050-1105) ∞1090 Agnes van Waiblingen (1072-1143)            | Hendrik de Zwarte (1075-1126) ∞ Wulfhilde van Saksen (1072-1126)                    | Hendrik de Zwarte (1075-1126) ∞ Wulfhilde van Saksen (1072-1126)                    | Stefanus I van Bourgondië (1065-1102) ∞ Beatrix van Lotharingen (-)                 | Stefanus I van Bourgondië (1065-1102) ∞ Beatrix van Lotharingen (-)                 | Simon I van Lotharingen (1076-1139) ∞ Adelheid van Leuven (-)                       | Simon I van Lotharingen (1076-1139) ∞ Adelheid van Leuven (-)                       |
| Grootouders                      | Frederik II van Zwaben (1090-1147) ∞ Judith van Beieren (1103-1130)                 | Frederik II van Zwaben (1090-1147) ∞ Judith van Beieren (1103-1130)                 | Frederik II van Zwaben (1090-1147) ∞ Judith van Beieren (1103-1130)                 | Frederik II van Zwaben (1090-1147) ∞ Judith van Beieren (1103-1130)                 | Reinoud III van Bourgondië (1093-1148) ∞ 1130 Agatha van Lotharingen (-)            | Reinoud III van Bourgondië (1093-1148) ∞ 1130 Agatha van Lotharingen (-)            | Reinoud III van Bourgondië (1093-1148) ∞ 1130 Agatha van Lotharingen (-)            | Reinoud III van Bourgondië (1093-1148) ∞ 1130 Agatha van Lotharingen (-)            |
| Ouders                           | Keizer Frederik I Barbarossa (122-1190) ∞ 1156 Beatrix I van Bourgondië (1145-1184) | Keizer Frederik I Barbarossa (122-1190) ∞ 1156 Beatrix I van Bourgondië (1145-1184) | Keizer Frederik I Barbarossa (122-1190) ∞ 1156 Beatrix I van Bourgondië (1145-1184) | Keizer Frederik I Barbarossa (122-1190) ∞ 1156 Beatrix I van Bourgondië (1145-1184) | Keizer Frederik I Barbarossa (122-1190) ∞ 1156 Beatrix I van Bourgondië (1145-1184) | Keizer Frederik I Barbarossa (122-1190) ∞ 1156 Beatrix I van Bourgondië (1145-1184) | Keizer Frederik I Barbarossa (122-1190) ∞ 1156 Beatrix I van Bourgondië (1145-1184) | Keizer Frederik I Barbarossa (122-1190) ∞ 1156 Beatrix I van Bourgondië (1145-1184) |

vet = keizer · cursief = tegenkoning · 1 = medekoning (in een deelrijk) · 2 = afkomstig uit een andere dynastie
- Bibliothèque nationale de France: cb13601946n (data)
- Gemeinsame Normdatei: 118593854
- International Standard Name Identifier: 0000 0001 1765 0868
- Library of Congress Control Number: no2001036597
- Nationale Bibliotheek van Letland: 000173968
- Nationale Bibliotheek van Tsjechië: jx20110113004
- Nationale Bibliotheek van Israël: 987007266394305171
- Nationale Bibliotheek van Polen: a0000002598141
- Nederlandse Thesaurus van Auteursnamen: 070946108
- Istituto Centrale per il Catalogo Unico: RMLV212264
- Système universitaire de documentation: 068658729
- Virtual International Authority File: 262057925